# Enrico Minutoli
Pour les articles homonymes, voir Minutoli.
Enrico Capece Minutoli, le cardinal de Naples (né à Naples en Campanie, Italie, et mort le 17 juin 1412 à Bologne) est un cardinal italien de la fin du XIVe siècle et du début du XVe siècle.

## Repères biographiques
Enrico Minutoli est élu évêque de Bitonto en 1382. En 1383 il est promu archevêque de Trani et en 1389 transféré à Naples.
Le pape Boniface IX le crée cardinal lors du consistoire du 18 décembre 1389. Le cardinal Minutoli est camerlingue du Sacré Collège de 1390 à 1412 et joint l'obédience de Pise en 1409.
Le cardinal Minutoli participe au conclave de 1404, lors duquel Innocent VII est élu, au conclave de 1406 (élection de Grégoire XII), au conclave de 1409 (élection de l'antipape Alexandre V) et au conclave de 1410 (élection de l'antipape Jean XXIII). En 1406 il est nommé camerlingue de la Sainte Église. Minutoli est légat apostolique] de l'antipape à Bologne et vicaire général à Ferrare et en Frioul.